# Thương Huyền
Thương Huyền (26 tháng 10 năm 1923 - 18 tháng 7 năm 1989) là một trong những ca sĩ tên tuổi nhất tại miền Bắc Việt Nam vào thập niên 1940 – 1960. Bà là ca sĩ tiên phong của nhiều thể loại như nhạc tiền chiến (trước năm 1945), nhạc cách mạng (sau năm 1945) và đặc biệt là dân ca. Thương Huyền đã được trao tặng danh hiệu Nghệ sĩ Nhân dân vào năm 1988.

## Tiểu sử và sự nghiệp

### Trước 1945
Bà tên thật là Nguyễn Thị Thường (bà lấy nghệ danh là Thương Huyền). Bà sinh ngày 26 tháng 10 năm 1925) tại xã Thượng Mỗ, huyện Đan Phượng, thành phố Hà Nội.
Thương Huyền bắt đầu đi hát và nổi danh từ trước Cách mạng tháng Tám. Bà cùng với nghệ sĩ Mai Khanh hát những bài hát tiền chiến của Văn Cao, Phạm Duy... tại quán Tân Nghệ sĩ, Thiên Thai và gây được nhiều tiếng vang. Cùng với Kim Tiêu, Thái Thanh, bà là một trong những nghệ sĩ đầu tiên hát nhạc của Văn Cao với những ca khúc như Suối mơ, Thiên thai, Đàn chim Việt,...
Sau Cách mạng tháng Tám, Thương Huyền trở thành một trong những ca sĩ đầu tiên đi theo cách mạng. Tại sân khấu Nhà hát Lớn Hà Nội, bà đã hát 2 ca khúc Suối mơ và Thiên thai trong buổi khai mạc chương trình Tuần lễ Vàng và Hũ gạo cứu đói do Chủ tịch Hồ Chí Minh phát động.
Thương Huyền đã trở thành nữ danh ca ở Hà Nội tại thời điểm này. Bà hát nhiều thể loại, từ những ca khúc trữ tình, tiền chiến như những ca khúc của Văn Cao, Trào lòng (Nguyễn Văn Khánh), Chinh phụ hoài khúc (Lê Xuân Ái), Hòn vọng phu 1 (Lê Thương), Nhắn người chiến sĩ (Doãn Mẫn)... cho tới những sáng tác cách mạng mới như Nhớ chiến khu, Côn Đảo, Sơn La (Đỗ Nhuận), Tiếng gọi sinh viên, Lên đàng (Lưu Hữu Phước),...

### 1945-1954
Kháng chiến chống Pháp bùng nổ, Thương Huyền tham gia Đoàn Kịch Giải phóng (có Song Kim, Lưu Bách Thụ, Phạm Văn Đôn, Hoàng Oanh, Phạm Duy, Phạm Đình Viêm (Hoài Trung sau này), Văn Cao, Mai Khanh) theo đoàn đi biểu diễn ở nhiều nơi trên các chiến trường, các khu sơ tán. Năm 1947, bà được mời về công tác tại Đài tiếng nói Việt Nam ở chiến khu Việt Bắc. Tại đây bà đã được thu âm và phát sóng nhiều bài hát như Người Hà Nội (Nguyễn Đình Thi), Cảm tử quân (Hoàng Quý), Mơ đời chiến sĩ (Lương Ngọc Trác), Đoàn Vệ quốc quân (Phan Huỳnh Điểu), Sông Lô, Làng tôi, Ca ngợi Hồ Chủ tịch (Văn Cao), Du kích sông Thao (Đỗ Nhuận)...
Trong thời gian này, bà đã đi học hỏi những làn điệu dân ca, hát chèo của các nghệ sĩ lão thành như Năm Ngũ, Dịu Hương... Bà đóng thành công vai Tấm trong vở chèo Tấm Điền cải biên từ vở Tấm Cám của Thế Lữ và Lưu Quang Thuận. Thương Huyền là giọng hát dân ca Bắc Bộ số một trong thập niên 1950 - 1960. Với giọng hát mượt mà, trong sáng tự nhiên và kĩ thuật rung hột (một kĩ thuật điển hình của quan họ) ấn tượng, bà đã thể hiện nhiều ca khúc dân ca Bắc Bộ, đặc biệt là dân ca quan họ Bắc Ninh như "Trống cơm, Hoa thơm bướm lượn, Trèo lên trái núi thiên thai, Lý cây đa...

### Sau 1954
Sau khi kháng chiến kết thúc, năm 1954 bà trở về Hà Nội công tác. Bà cùng đội hợp xướng Hòa Bình sang Trung Quốc thu những đĩa hát đầu tiên của Việt Nam. Năm 1957 trong Đại hội Liên hoan Thanh niên và sinh viên lần thứ VI tổ chức tại Moskva, bà đã giành Huy chương Bạc ở cuộc thi hát dân ca quốc tế (đây cũng là lần đầu tiên một ca sĩ Việt Nam giành một giải thưởng quốc tế).
Thương Huyền là một trong những ca sĩ tên tuổi nhất ở miền Bắc trong thập niên 1950 – 1960. Bà là người thể hiện thành công nhiều ca khúc như: Câu hò bên bến Hiền Lương (Nguyễn Tài Tuệ), Hà Nội - Huế - Sài Gòn (Hoàng Vân), Tình trong lá thiếp (Phan Huỳnh Điểu, hát cùng em ruột Văn Hanh), Đảng là người mẹ hiền (Đỗ Minh), Trăng sáng đôi miền (An Chung), Ánh đèn sáng trên cầu Việt Trì (Hoàng Hà), Đóng nhanh lúa tốt (Lê Lôi), Ru con (dân ca Nam Bộ), Hòa bình tươi vui,...
Với 40 năm ca hát, Thương Huyền là một trong những ca sĩ tiêu biểu của tân nhạc Việt Nam. Bà còn là thầy của nhiều người, trong đó có những nghệ sĩ nổi tiếng như Nghệ sĩ Nhân dân Lê Dung, giảng viên Hồ Mộ La... Bà đã được trao tặng danh hiệu Nghệ sĩ ưu tú (1984) và Nghệ sĩ nhân dân (1988).
Thương Huyền mất năm 1989 tại Hà Nội.

## Thông tin thêm
Trong hồi ký của Phạm Duy, ông đã nhiều lần nhắc đến Thương Huyền. Ví dụ như ở chương 6, chương 7 tập 2. Phạm Duy miêu tả Thương Huyền như một người đàn bà tài năng như đa tình, phóng túng, có tính cách bạt mạng, bất cần đời. Phạm Duy kể lại rằng Thương Huyền là "người tình chớp nhoáng" của ông và hai người đã từng có thời điểm "yêu nhau thắm thiết".